# ГЕС Лаланг
ГЕС Лаланг (拉浪水电站) — гідроелектростанція на півдні Китаю у провінції Гуансі. Входить до складу каскаду на річці Longjiang, правій твірній Liujiang, яка впадає ліворуч до основної течії річкової системи Сіцзян (завершується в затоці Південно-Китайського моря між Гуанчжоу та Гонконгом) на межі ділянок Hongshui та Qian.
В межах проекту річку перекрили комібнованою греблею висотою 40 метрів та довжиною 404 метра, яка складається із центральної бітонної ділянки та прилягаючих обабіч земляних секцій. Гребля утримує водосховище з об'ємом 124 млн м3 (корисний об'єм 22 млн м3) та припустимим коливанням рівня поверхні у операційному режимі позначками 174 та 177 метрів НРМ (під час повені до 179,6 метра НРМ).
На початку 1970-х ввели в експлуатацію розташований на лівобережжі пригреблевий машинний зал із трьома турбінами типу Каплан потужністю по 19 МВт, які повинні були забезпечувати виробництво 241 млн кВт-год електроенергії на рік. В 2005-му на правобережжі звели другий машинний зал із однією турбіною потужністю 21 МВт.
Видача продукції відбувається по ЛЕП, розрахованим на роботу під напругою 110 кВ та 35 кВ.